# Pteropus tokudae
Pteropus tokudae is een uitgestorven vleermuis uit het geslacht Pteropus die voorkwam op het eiland Guam in de Marianen. Deze soort is slechts twee of drie keer gevonden: in augustus 1931 werden er twee mannetjes gevangen, gevolgd door een vrouwtje in maart 1967. Mogelijk is het dier in juni 1974 nog gezien, maar nu is het vrijwel zeker uitgestorven.
Pteropus tokudae was een kleine, bruine vleerhond.

## Kenmerken
De afmetingen zijn gebaseerd op een mannetje (holotype) verzameld in augustus 1931, en een vrouwtje (paratype) verzameld in maart 1968. Het mannetje heeft een onderarmlengte van 95 millimeter. Het vrouwtje heeft een kop-romplengte van 225 millimeter, een onderarmlengte van 95 millimeter, een scheenbeenlengte van 70 millimeter en een oorlengte van 20 millimeter. Het gewicht is 151,8 gram. De buik en vleugels zijn bruin tot donkerbruin met verspreide witte haren. De mantel en zijkanten van de nek variëren van bruin tot licht goudkleurig. De bovenkant van de kop is grijsachtig tot geelbruin. De keel en kin zijn donkerbruin. Naast de volwassen dieren is de schedel van een ander, nog niet volwassen, mannetje te vinden in de collectie van het American Museum of Natural History.

## Uitsterven
Pteropus tokudae werd door de inheemse eilandbewoners beschouwd als een delicatesse en er werd dan ook intensief op gejaagd. Het laatste vrouwtje werd in maart 1968 gevangen in haar slaapplaats op de Tarague klif. Het werd vergezeld door een jong dat aan de vangst ontsnapte. Een onbevestigde waarneming zou hebben plaatsgevonden in juni 1974. Onderzoek onder plaatselijke jagers in de jaren 1970 concludeerde dat de soort uiterst zeldzaam was. Tijdens een expeditie in 1987 werd geen enkel exemplaar waargenomen, alleen de grotere Pteropus mariannus. Een andere mogelijke oorzaak van het uitsterven zou de herintroductie door de bruine nachtboomslang (Boiga irregularis) kunnen zijn geweest, die in de jaren 1950 werd geïntroduceerd.
In 2021 werd de soort verwijderd uit de Endangered Species Act van 1973 en officieel als uitgestorven verklaard door de United States Fish and Wildlife Service.
Pteropus admiralitatum · Pteropus aldabrensis · Pteropus alecto · Pteropus anetianus · Pteropus aruensis · Pteropus brunneus · Pteropus caniceps · Halstervleerhond (Pteropus capistratus) · Pteropus chrysoproctus · Pteropus cognatus · Pteropus conspicillatus · Pteropus dasymallus · Pteropus faunulus · Pteropus fundatus · Vliegende vos (Pteropus giganteus) · Pteropus gilliardorum · Pteropus griseus · Pteropus howensis · Pteropus hypomelanus · Chuukvleerhond (Pteropus insularis) · Pteropus intermedius · Pteropus keyensis · Comorenvleerhond (Pteropus livingstonii) · Pteropus lombocensis · Pteropus loochoensis · Lyles vleerhond (Pteropus lylei) · Pteropus macrotis · Pteropus mahaganus · Pteropus mariannus · Pteropus melanopogon · Pteropus melanotus · Pohnpeivleerhond (Pteropus molossinus) · Pteropus neohibernicus · Zwarte vleerhond (Pteropus niger) · Pteropus nitendiensis · Pteropus ocularis · Pteropus ornatus · Pteropus pelewensis · Pteropus personatus · Pteropus pilosus · Pteropus pohlei · Grijskopvleerhond (Pteropus poliocephalus) · Boninvleerhond (Pteropus pselaphon) · Pteropus pumilus · Pteropus rayneri · Pteropus rennelli · Rodriguesvleerhond (Pteropus rodricensis) · Rode vleerhond (Pteropus rufus) · Pteropus samoensis · Pteropus scapulatus · Pteropus seychellensis · Pteropus speciosus · Pteropus subniger · Pteropus temminckii · Pteropus tokudae · Tongavleerhond (Pteropus tonganus) · Pteropus tuberculatus · Pteropus ualanus · Kalong (Pteropus vampyrus) · Pteropus vetulus · Pembavleerhond (Pteropus voeltzkowi) · Pteropus woodfordi · Pteropus yapensis